# Unione Sportiva Lucchese Libertas 1938-1939
Questa voce raccoglie le informazioni riguardanti il l'Unione Sportiva Lucchese Libertas nelle competizioni ufficiali della stagione 1938-1939.

## Rosa
| N. |                    | Ruolo | Calciatore            |
| -- | ------------------ | ----- | --------------------- |
|    | Italia (bandiera)  | P     | Giovanni Tavoletti    |
|    | Italia (bandiera)  | D     | Pietro Tabor          |
|    | Italia (bandiera)  | D     | Luigi Olasi           |
|    | Italia (bandiera)  | D     | Lamberto Petri        |
|    | Italia (bandiera)  | D     | Ivo Pescini           |
|    | Italia (bandiera)  | C     | Piero Colli           |
|    | Italia (bandiera)  | C     | Egidio Turchi         |
|    | Italia (bandiera)  | C     | Elia Puccini          |
|    | Italia (bandiera)  | C     | Selvaggio Morelli     |
|    | Brasile (bandiera) | C     | Luís Atílio Pennacchi |
|    | Italia (bandiera)  | A     | Carlo Azzimonti       |

| N. |                    | Ruolo | Calciatore        |
| -- | ------------------ | ----- | ----------------- |
|    | Italia (bandiera)  | A     | Luigi Rosellini   |
|    | Italia (bandiera)  | A     | Benedetto Stella  |
|    | Italia (bandiera)  | A     | Guido Dossena     |
|    | Italia (bandiera)  | A     | Angelo Pomponi    |
|    | Italia (bandiera)  | A     | Angelo Bonistalli |
|    | Italia (bandiera)  | A     | Renato Pini       |
|    | Italia (bandiera)  | A     | Lamberto Lippi    |
|    | Uruguay (bandiera) | A     | Carlos Gringa     |
|    | Italia (bandiera)  | A     | Remo Galli        |
|    | Italia (bandiera)  | A     | Candido Arrighi   |

## Statistiche

### Statistiche di squadra
| Competizione | Punti | In casa | In casa | In casa | In casa | In casa | In casa | In trasferta | In trasferta | In trasferta | In trasferta | In trasferta | In trasferta | Totale | Totale | Totale | Totale | Totale | Totale | DR  |
| Competizione | Punti | G       | V       | N       | P       | Gf      | Gs      | G            | V            | N            | P            | Gf           | Gs           | G      | V      | N      | P      | Gf     | Gs     | DR  |
| ------------ | ----- | ------- | ------- | ------- | ------- | ------- | ------- | ------------ | ------------ | ------------ | ------------ | ------------ | ------------ | ------ | ------ | ------ | ------ | ------ | ------ | --- |
| Serie A      | 24    | 15      | 6       | 5       | 4       | 19      | 17      | 15           | 1            | 5            | 9            | 12           | 37           | 30     | 7      | 10     | 13     | 31     | 54     | -23 |
| Coppa Italia |       | -       | -       | -       | -       | -       | -       | 1            | 0            | 0            | 1            | 1            | 2            | 1      | 0      | 0      | 1      | 1      | 2      | -1  |
| Totale       | -     | 15      | 6       | 5       | 4       | 19      | 17      | 16           | 1            | 5            | 10           | 13           | 39           | 31     | 7      | 10     | 14     | 32     | 56     | -24 |

### Statistiche dei giocatori
| Giocatore     | Serie A  | Serie A | Coppa Italia | Coppa Italia | Totale   | Totale |
| Giocatore     | Presenze | Reti    | Presenze     | Reti         | Presenze | Reti   |
| ------------- | -------- | ------- | ------------ | ------------ | -------- | ------ |
| C. Arrighi    | 1        | 0       | 1            | 0            | 2        | 0      |
| C. Azzimonti  | 28       | 1       | 1            | 0            | 29       | 1      |
| Bernacchi     | -        | -       | 1            | 0            | 1        | 0      |
| A. Bonistalli | 17       | 5       | 1            | 0            | 18       | 5      |
| P. Colli      | 29       | 4       | -            | -            | 29       | 4      |
| G. Dossena    | 26       | 1       | -            | -            | 26       | 1      |
| R. Galli      | 1        | 0       | -            | -            | 1        | 0      |
| C. Gringa     | 1        | 0       | -            | -            | 1        | 0      |
| L. Lippi      | 5        | 1       | -            | -            | 5        | 1      |
| S. Morelli    | 1        | 1       | -            | -            | 1        | 1      |
| L. Olasi      | 28       | 0       | 1            | 0            | 29       | 0      |
| I. Pescini    | 2        | 0       | -            | -            | 2        | 0      |
| L. Petri      | 2        | 0       | -            | -            | 2        | 0      |
| R. Pini       | 10       | 1       | 1            | 0            | 11       | 1      |
| A. Pomponi    | 18       | 4       | 1            | 0            | 19       | 4      |
| E. Puccini    | 20       | 0       | -            | -            | 20       | 0      |
| L. Rosellini  | 28       | 6       | 1            | 0            | 29       | 6      |
| B. Stella     | 27       | 5       | -            | -            | 27       | 5      |
| P. Tabor      | 28       | 0       | 1            | 0            | 29       | 0      |
| G. Tavoletti  | 30       | -54     | 1            | -2           | 31       | -56    |
| E. Turchi     | 28       | 2       | 1            | 1            | 29       | 3      |